# Dirka življenja
Dirka življenja (angleško Rush) je koprodukcijski biografski športni film iz leta 2013, ki se osredotoča na rivalstvo dveh dirkačev Formule 1, Britanca Jamesa Hunta in Avstrijca Nikija Laudo, med sezono 1976. Scenarij je napisal Peter Morgan, film je režiral Ron Howard, v glavnih vlogah pa nastopata Chris Hemsworth kot Hunt in Daniel Brühl kot Lauda. Posnet je v koprodukciji Združenega kraljestva, Nemčije in ZDA.
Film je bil premierno prikazan 2. septembra 2013 v Londonu ter prikazan na Filmskem festivalu v Torontu, preden je bil izdan povsod po Združenem kraljestvu 13. septembra 2013. Nominiran je bila za zlata globusa za najboljši dramski film in najboljšega stranskega igralca v filmu (Brühl) ter za štiri nagrade BAFTA, od katerih je osvojil nagrado za najboljšo montažo (Daniel Hanley in Mike Hill).

## Vloge
- Chris Hemsworth kot James Hunt
- Daniel Brühl kot Niki Lauda
- Olivia Wilde kot Suzy Miller
- Alexandra Maria Lara kot Marlene Lauda
- Pierfrancesco Favino as Clay Regazzoni
- David Calder kot Louis Stanley
- Natalie Dormer kot med. sestra Gemma
- Stephen Mangan kot Alastair Caldwell
- Christian McKay kot Lord Hesketh
- Alistair Petrie kot Stirling Moss
- Colin Stinton kot Teddy Mayer
- Julian Rhind-Tutt kot Anthony »Bubbles« Horsley